# All Nations University College
Het All Nations University (afgekort: ANU) is een private instelling voor hoger onderwijs met een christelijke grondslag in Ghana. De hoofdcampus bevindt zich in Koforidua, in de regio Eastern. De universiteit begon in 2002 en is onderdeel van de Kwame Nkrumah University of Science and Technology. De studies die worden aangeboden, zijn gerelateerd aan techniek, boekhoudkunde en religie. De rector van de universiteit is Oti Boateng, maar staat onder de dagelijkse leiding van president en voorzitter van de gouverneursraad Dr. Samuel H. Donkor.
De universiteit komt voor in de rankings als de nummer 31 universiteit van Ghana, nummer 892 van Afrika en nummer 19049 van de wereld, en is lid van de Vereniging van Afrikaanse Universiteiten en de Internationale Vereniging van Universiteiten.

## Geschiedenis
Het All Nations University is opgericht om een nieuw soort leiders te ontwikkelen voor Afrika door middel van holistisch onderwijs die uitgaat van academische excellentie, christelijke waarden, discipline en ethische waarden in een omgeving waar het christendom centraal staat. De All Nations Full Gospel Church in Canada opperde in de persoon van Dr. Samuel Donkor in 1988 om een universiteit te starten in Afrika om zo te investeren in ontwikkeling van mensen. Pas in 1996 werd het uiteindelijke plan voor de universiteit gepresenteerd aan de National Accreditation Board. In mei van datzelfde jaar werd er toestemming verleend om de universiteit op te zetten, maar het duurde nog tot 2002 totdat de voorbereidingen daarvoor afgerond waren. Op 4 november 2002 begonnen 37 studenten aan de studies bedrijfskunde en computerwetenschappen. In 2005 werd de universiteitsstatus verleend aan het ANU. Op dat moment studeerden er zo'n 550 studenten aan de universiteit. Inmiddels heeft het ANU 12 geaccrediteerde opleidingen en meer dan 2.500 studenten.

## Organisatie
Het ANU is opgebouwd uit 7 departementen:
- Departement voor Olie- en Gastechnologie
- Departement voor Biomedische Technologie
- Departement voor Computerwetenschappen en Technologie
- Departement voor Electronica en Communicatietechnologie
- Departement voor Bijbelse Studies
- Departement voor Bedrijfskundige Administratie

## Samenwerking
Het ANU werkt samen met de volgende instellingen:
- University of Western Ontario, Canada
- Dillard University, Verenigde Staten
- SRM University, India
- Federal University of Technology Owerri, Nigeria
- Bharathidasan University, India
- Bharath University, India
- Manonmaniam Sundaranar University, India